# Потяга, Михаил Иванович
Михаил Иванович Потяга (укр. Михайло Іванович Потяга; 12 января 1931 год, село Весёлый Хутор — 18 апреля 2004 года, там же) — звеньевой механизаторов колхоза «Весёлый Хутор» Чернобаевского района Черкасской области. Герой Социалистического Труда (1973).

## Биография
Родился 12 января 1931 года в крестьянской семье в селе Весёлый Хутор. Окончил Лукашевскую семилетнюю школу, после которой учился в Золотоношской школе механизаторов. С 1951 по 1996 год работал трактористом в родном селе. С 1958 года возглавлял механизированное звено свекловодов. В 1966 году за высокие показатели в труде был награждён Орденом Ленина и в 1971 году — медалью «За трудовую доблесть».
В 1973 году звено, руководимое Михаилом Потягой, собрало более 500 центнеров сахарной свеклы с каждого гектара. За эти выдающиеся трудовые достижения был удостоен в этом же году звания Героя Социалистического Труда.
В 1990 году вышел на пенсию, но продолжал работать трактористом в колхозе. Работу оставил в 1996 году. Скончался 18 апреля 2004 года в селе Весёлый Хутор. Похоронен на сельском кладбище родного села.

## Награды
- Герой Социалистического Труда — указом Президиума Верховного Совета от 8 декабря 1973 года
- Орден Ленина — дважды (1966, 1973)
- Медаль «За трудовую доблесть» (1971)